# Hesperophymatus limexylon
Hesperophymatus limexylon är en skalbaggsart som beskrevs av Dmytro Zajciw 1959. Hesperophymatus limexylon ingår i släktet Hesperophymatus och familjen långhorningar. Inga underarter finns listade i Catalogue of Life.